# Jin Goo
Jin Goo (hangul: 진구, ur. 20 lipca 1980) – południowokoreański aktor. Jest znany z ról m.in. w filmie Matka i serialu Taeyang-ui huye.
Jin Goo ukończył Sahmyook University na kierunku reklama. Zadebiutował jako aktor w serialu All In w 2003 roku.

## Filmografia

### Filmy
| Rok  | Tytuł                        | Rola                                 |
| ---- | ---------------------------- | ------------------------------------ |
| 2003 | Romantic Assassins           | zamachowiec                          |
| 2003 | 1+1=6 (film krótkometrażowy) |                                      |
| 2005 | Słodko-gorzkie życie         | Min-gi                               |
| 2006 | Biyeolhan geori              | Jong-soo                             |
| 2006 | Ice Cake (kor. 아이스케키)   | In-baek                              |
| 2006 | Sarang ttawin pir-yo eobs-eo | Mickey/Tae-ho                        |
| 2007 | Gidam                        | Park Jung-nam                        |
| 2008 | Teuleog (kor. 트럭)          | Kim Young-ho                         |
| 2008 | Chokamgak Couple             | Su-min                               |
| 2009 | Matka                        | Jin-tae                              |
| 2010 | Sikgaek 2: Gimchi Jeonjaeng  | Seong-chan                           |
| 2011 | Hyeoltu                      | Do-young                             |
| 2011 | Moby Dick                    | Yoon Hyuk                            |
| 2011 | Ohjik geudaeman              | właściciel sklepu z ceramiką (cameo) |
| 2012 | 26 nyeon                     | Kwak Jin-bae                         |
| 2014 | Cel                          | Baek Sung-hoon                       |
| 2014 | Myeongryang                  | Lim Jun-young                        |
| 2014 | Bom (kor. 봄)                |                                      |
| 2015 | C'est si bon                 | Lee Jang-hee (lata 20.)              |
| 2015 | Północna linia graniczna     | sierżant Han Sang-gook               |
| 2017 | One Line                     | Suk-Goo                              |
| 2018 | Heung-bu                     | Nol-bu                               |

### Telewizja
| Rok  | Tytuł                                          | Rola                                        | Stacja telewizyjna |
| ---- | ---------------------------------------------- | ------------------------------------------- | ------------------ |
| 2003 | All In                                         | młody Kim In-ha                             | SBS                |
| 2004 | MBC Best Theater: "Where Are Arrows We Shoot?" | Jin-ho                                      | MBC                |
| 2004 | Nonstop 5                                      | Jin Goo                                     | MBC                |
| 2004 | MBC Best Theater: "Oshio Tteok-bokki"          |                                             | MBC                |
| 2005 | HDTV Literature" "Saya, Saya"                  |                                             | KBS1               |
| 2007 | Joshi Deka!                                    | (gościnnie, odc. 10 i webisodes)            | TBS                |
| 2008 | Spotlight                                      | Lee Seon-chul                               | MBC                |
| 2008 | Tokyo yeoubi                                   | Park Sang-gil                               | SBS                |
| 2009 | Taeyang-eul samkyeora                          | young Kim Il-hwan                           | SBS                |
| 2010 | Atena: Jeonjaeng-ui yeosin                     | Czarny agent Jang Hyuk-joon (cameo, odc. 7) | SBS                |
| 2013 | Gwanggo-cheonjae Lee Tae-baek                  | Lee Tae-baek                                | KBS2               |
| 2015 | Serce znów bije                                | Ma Dong-wook (gościnnie)                    | JTBC               |
| 2016 | Taeyang-ui huye                                | Seo Dae-young                               | KBS2               |
| 2016 | Entourage                                      | on sam (cameo)                              | tvN                |
| 2016 | Białe noce                                     | Park Gun-woo                                | MBC                |
| 2017 | Untouchable                                    | Jang Joon-seo                               | JTBC               |

## Musical
| Rok  | Tytuł          | Rola           |
| ---- | -------------- | -------------- |
| 2011 | Guys and Dolls | Nathan Detroit |

### Programy rewiowe
| Rok  | Tytuł        | Stacja telewizyjna                | Uwagi |
| ---- | ------------ | --------------------------------- | ----- |
| 2016 | Running Man  | gościnnie z Kim Ji-won (odc. 297) | SBS   |
| 2017 | Knowing Bros | gościnnie z Go Joon-hee           | JTBC  |

### Teledyski
| Rok  | Tytuł piosenki         | Artysta               |
| ---- | ---------------------- | --------------------- |
| 2007 | "Sonata of Temptation" | Ivy                   |
| 2009 | "Shout to the Heart"   | Monday Kiz ft. Rhymer |
| 2009 | "Scar"                 | Monday Kiz            |
| 2009 | "Stupid"               | Yoon Seo-jin          |
| 2013 | "V"                    | Lee Jung-hyun         |

## Nagrody i nominacje
| Rok  | Ceremonia                                  | Nagroda                                                          | Wynik     |
| ---- | ------------------------------------------ | ---------------------------------------------------------------- | --------- |
| 2005 | 19. KBS Drama Awards                       | Best Actor in a One-Act / Special / Short Drama (Saya, Saya)     | Nominacja |
| 2006 | 5. Korean Film Awards                      | Najlepszy aktor drugoplanowy (Biyeolhan geori)                   | Nominacja |
| 2006 | 27. Blue Dragon Film Awards                | Najlepszy nowy aktor (Biyeolhan geori)                           | Nominacja |
| 2007 | 43. Baeksang Arts Awards                   | Najlepszy nowy aktor filmowy (Biyeolhan geori)                   | Nominacja |
| 2008 | 31st Golden Cinematography Awards          | Najlepszy nowy aktor (Gidam)                                     | Wygrana   |
| 2008 | 16. SBS Drama Awards                       | Best Supporting Actor in a Special Planning Drama (Tokyo yeoubi) | Nominacja |
| 2009 | 2nd Korea Junior Star Awards               | Nagroda specjalna (Teuleog)                                      | Wygrana   |
| 2009 | 46. Grand Bell Awards                      | Najlepszy aktor drugoplanowy (Matka)                             | Wygrana   |
| 2009 | 17th Korean Culture & Entertainment Awards | Excellence Award, Movie Actor Category                           | Wygrana   |
| 2009 | 5. University Film Festival of Korea       | Najlepszy aktor drugoplanowy (Matka)                             | Wygrana   |
| 2009 | 30. Blue Dragon Film Awards                | Najlepszy aktor drugoplanowy (Matka)                             | Wygrana   |
| 2010 | 7th Max Movie Awards                       | Najlepszy aktor drugoplanowy (Matka)                             | Nominacja |
| 2011 | KBS 감동대상                               | Hope Award                                                       | Wygrana   |
| 2013 | 22. Buil Film Awards                       | Najlepszy aktor (26 nyeon)                                       | Nominacja |
| 2014 | 34th Golden Cinema Festival                | Specjalna nagroda jury                                           | Wygrana   |
| 2015 | 52. Grand Bell Awards                      | Najlepszy aktor drugoplanowy (C’est Si Bon)                      | Nominacja |
| 2016 | 11th Asia Model Festival                   | Popular Star Award (Taeyang-ui huye)                             | Wygrana   |
| 2016 | 52. Baeksang Arts Awards                   | Najpopularniejszy aktor (TV) (Taeyang-ui huye)                   | Nominacja |
| 2016 | 52. Baeksang Arts Awards                   | iQiyi Global Star Award (Taeyang-ui huye)                        | Nominacja |
| 2016 | 1st Indonesian Television Awards           | Nagroda specjalna (Taeyang-ui huye)                              | Wygrana   |
| 2016 | 5. APAN Star Awards                        | Najlepsza para (razem z Kim Ji-won) (Taeyang-ui huye)            | Nominacja |
| 2016 | 5. APAN Star Awards                        | Najlepszy aktor drugoplanowy(Taeyang-ui huye)                    | Wygrana   |
| 2016 | 1st Asia Artist Awards                     | Best Celebrity Award, Actor (Taeyang-ui huye)                    | Wygrana   |
| 2016 | 30. KBS Drama Awards                       | Excellence Award, Actor in a Miniseries (Taeyang-ui huye)        | Wygrana   |
| 2016 | 30. KBS Drama Awards                       | Najlepsza para (razem z Kim Ji-won) (Taeyang-ui huye)            | Wygrana   |